# South African Express Airways

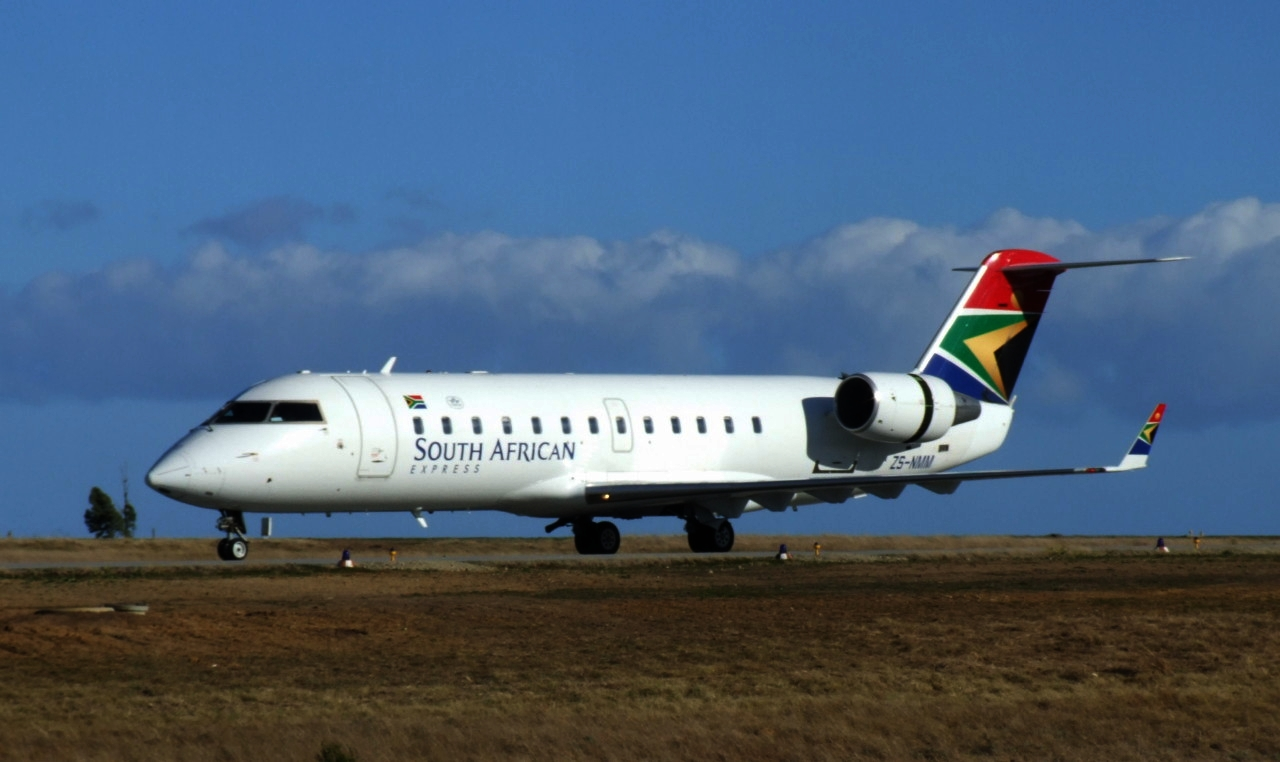
CL600 de South Africain Express Airways

South African Express Airways (code AITA : XZ ; code OACI : EXY) est une compagnie aérienne Sud Africaine, filiale de South African Airways

## Destinations
Au départ de Johannesbourg :
- Gaborone,  Botswana
- Maputo,  Mozambique
- Windhoek, Wallis Bay,  Namibie
- Victoria Falls,  Zimbabwe
- Lubumbashi,  République démocratique du Congo
- Bloemfontein
- Le Cap
- Durban
- East London
- Garden Route
- Kimberley
- Parc national Kruger
- Port Elizabeth
- Richards Bay

## Flotte
La flotte de South African Express Airways se compose des appareils suivants (au mois de décembre 2014):